# Nuri Abu Sahmajn
Nuri Abu Sahmajn (ur. w 1956 w Zuwarze) – libijski polityk, w latach 2012–2014 deputowany do Powszechnego Kongresu Narodowego z Zuwary. Od 25 czerwca 2013 do 5 sierpnia 2014 przewodniczący Powszechnego Kongresu Narodowego, pełniący jednocześnie obowiązki głowy państwa.

## Kariera polityczna
25 czerwca 2013 w Powszechnym Kongresie Narodowym odbyło się głosowanie, które miało wyłonić następcę Muhammada Jusufa al-Makarjafa na stanowisku przewodniczącego parlamentu. Al-Makarjaf podał się do dymisji w maju 2013 wskutek uchwalenia przez parlament uchwały o wycofaniu się z życia politycznego byłych urzędników Muammara Kaddafiego, obalonego podczas wojny domowej w 2011.
Nuri Abu Sahmajn wygrał w głosowaniu i został nowym przewodniczącym Powszechnego Kongresu Narodowego. Pochodzący z mniejszości berberyjskiej Abu Sahmajn otrzymał 96 głosów z 184, z kolei jego kontrkandydat Szarif Al-Wali dostał 80 głosów. Szef Kongresu nadzorował prace nad nową konstytucją po wybraniu nowej Komisji Konstytucyjnej.
W następstwie wyborów parlamentarnych przeprowadzonych 25 czerwca 2014, wyłoniono nowy parlament – Izbę Reprezentantów, który po sformowaniu przejął władzę w państwie. 5 sierpnia 2014 Powszechny Kongres Narodowy uległ rozwiązaniu. 